# Jérôme Coppel

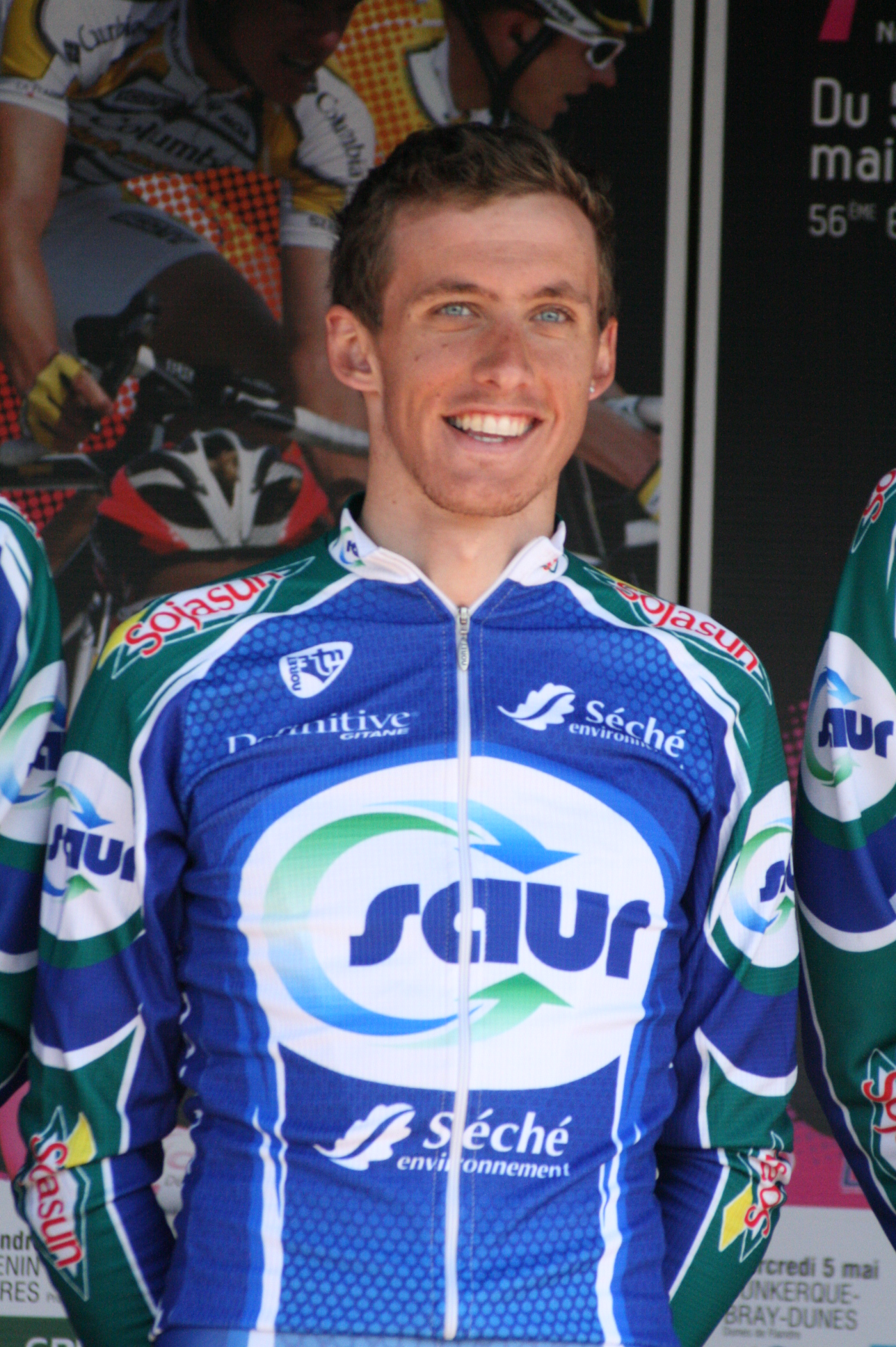
Jérôme Coppel bei den Vier Tagen von Dünkirchen 2010

Jérôme Coppel (* 6. August 1986 in Annemasse) ist ein ehemaliger französischer Radrennfahrer.

## Sportliche Karriere
Coppel, der im Jahr 2004 bereits französischer Juniorenmeister im Einzelzeitfahren wurde, war auch als U23-Fahrer in dieser Disziplin erfolgreich. Er wurde in dieser Disziplin bei den Weltmeisterschaften 2006 und 2007 jeweils Dritter und wurde in beiden Jahren französischer Meister. Im Jahr 2007 gewann er außerdem den französischen U23-Titel im Straßenrennen.
Hierauf erhielt Coppel für die Saisons 2008 und 2009 einen Vertrag beim UCI ProTeam Française des Jeux. Anschließend wechselte er für drei Jahre Professional Continental Team Saur-Sojasun, für das er unter anderem die Etappenrennen Rhône-Alpes Isère Tour, Tour du Gévaudan Languedoc-Roussillon – jeweils 2010 – und den Étoile de Bessèges 2012 gewann. In dieser Zeit erzielte er als Gesamtvierzehnter der Tour de France 2011 seine beste Platzierung bei einer Grand Tour.
In den Jahren 2013 und 2014 fuhr Coppel für das Cofidis-Team, wobei der zweite Gesamtwertungsplatz beim Étoile de Bessèges 2014. Er beendete seine Karriere nach Ablauf der Saison 2016 beim schweizerischen WorldTeam IAM Cycling, nachdem er 2015 französischer Zeitfahrmeister wurde, bei den Weltmeisterschaften 2015 im Zeitfahren die Bronzemedaille gewann und beim Étoile de Bessèges 2016 sich über einen Sieg im abschließenden Zeitfahren den Gesamtsieg sicherte.

## Erfolge
2004
- Französischer Meister – Einzelzeitfahren (Junioren)

2006
- eine Etappe Tour des Pays de Savoie
- Europameisterschaft – Einzelzeitfahren
- Französischer Meister – Einzelzeitfahren (U23)
- Weltmeisterschaft – Einzelzeitfahren (U23)

2007
- Gesamtwertung Circuit des Ardennes
- Französischer Meister – Einzelzeitfahren (U23)
- Französischer Meister – Straßenrennen (U23)
- Weltmeisterschaft – Einzelzeitfahren (U23)

2009
- Route Adélie

2010
- Gesamtwertung und eine Etappe Rhône-Alpes Isère Tour
- Mannschaftszeitfahren Tour Alsace
- Tour du Doubs
- Gesamtwertung und eine Etappe Tour du Gévaudan Languedoc-Roussillon

2012
- Gesamtwertung und eine Etappe Étoile de Bessèges
- Tour du Doubs

2015
- Französischer Meister – Einzelzeitfahren
- Weltmeisterschaft – Einzelzeitfahren

2016
- Gesamtwertung und eine Etappe Étoile de Bessèges

## Grand-Tour-Platzierungen
| Grand Tour            | 2009 | 2010 | 2011 | 2012 | 2013 | 2014 | 2015 | 2016 |
| --------------------- | ---- | ---- | ---- | ---- | ---- | ---- | ---- | ---- |
| Giro d’ItaliaGiro     | –    | –    | –    | –    | –    | –    | –    | –    |
| Tour de FranceTour    | DNF  | –    | 14   | 21   | 63   | –    | DNF  | 75   |
| Vuelta a EspañaVuelta | –    | –    | –    | –    | 40   | 31   | DNF  | –    |

## Teams
- 2008 Française des Jeux
- 2009 Française des Jeux
- 2010 Saur-Sojasun
- 2011 Saur-Sojasun
- 2012 Saur-Sojasun
- 2013 Cofidis, Solutions Crédits
- 2014 Cofidis, Solutions Crédits
- 2015 IAM Cycling
- 2016 IAM Cycling